# EcuRed
EcuRed je internetska enciklopedija na španjolskom jeziku sa sjedištem na Kubi. U vlasništvu je vladine organizacije Joven Club de Computación y Electrónica. Stranica koristi wiki-softver MediaWiki. Osnovana je 13. prosinca 2010. Naziv je akronim za španjolski izraz Enciclopedia Cubana en la Red ('Kubanska enciklopedija na webu').

## Vanjske poveznice
- Službena stranica
- Službena web stranica od EcuRed na Facebooku